# Amadeo IV de Saboya
Amadeo IV (1197-24 de junio o 13 de julio de 1253,) conde de Saboya desde 1233 hasta 1253. Era el heredero legítimo de Tomás I de Saboya y de Margarita de Ginebra, sin embargo tuvo que luchar contra sus hermanos para la herencia de las tierras de Saboya después de la muerte de su padre. Sus hermanos Pietro y Aimone estimularon una rebelión en el Valle de Aosta contra Amadeo, pero pudo acabar con ellos con la ayuda de sus yernos Manfredo III de Saluzzo y de Bonifacio II de Montferrato. Junto a su hermano Tomás II, Conde de Piamonte, luchó contra las comunas de Turín y de Pinerolo, pero con resultados inciertos. 
Le sucedido su hijo Bonifacio I de Saboya, que murió joven.

## Matrimonios y descendientes
Amadeo se casó dos veces y tuvo seis hijos:
Alrededor de 1217 con Margarita (en algunas fuentes, Ana) de Borgoña, hija de Hugo III, duque de Borgoña, con la que tuvo dos hijas:
- Beatriz de Saboya (ca. 1220-1259), casada en primeras nupcias en 1233 con Manfredo III, margrave de Saluzzo (1210-1244). Contrajo un segundo matrimonio el 21 de abril de 1247 con Manfredo, rey de Sicilia (1232-1266), de la dinastía Hohenstaufen.
- Margarita de Saboya (m. 1254), casada en primeras el 9 de diciembre de 1235 con Bonifacio II de Montferrato que murió en 1253. Se casó después con Aymar II de Poitiers, conde de Valentinois (m. 1277).

En 1244 con Cecilia des Baux, hija de Barral des Baux, conde de Marsella, con quien tuvo cuatro hijos:
- Bonifacio I, conde de Saboya (1244-1263), conde de Maurienne.
- Beatriz de Saboya (1250-23 de febrero de 1292) casada con Pedro de Chalon-Borgoña-Ivrée, señor de Châtel-Belin y en 1274 con el infante Manuel de Castilla, señor de Peñafiel, Villena y Escalona, hijo del rey Fernando III de Castilla.
- Leonor de Saboya, casada en 1269 con Guichard de Beaujeu
- Constanza de Saboya, muerta después de 1263